# 佐々木綾香
佐々木 綾香（ささき あやか、1986年（昭和61年）4月1日 - ）は、日本の芸能事務所なないろ代表取締役、タレントである。
宮城県仙台市出身。
幼・小・中・高は仙台白百合、大学は白百合女子大学文学部フランス語フランス文学科卒。
大学では放送研究会の代表を務め、都内有名大学の放送研究会が加盟する団体「ミミズク」「3S」でも幹部として活動。
経済誌のエッセイや専属モデル、外資系FX会社の秘書、天気・交通情報のアナウンスやウェザーニューズおは天キャスター、
舞台・CM・映画出演などにて活躍。現在は三姉妹の母であり、芸能プロダクション株式会社なないろを経営。
オンラインみまもり保育システム「NannyME」（ナニーミー）の考案者で、開発チームのプロジェクリーダー。

## 出演

### CM
- アフラック「櫻井君よりプロに相談」篇
- フジッコ「一菜こだわり」篇
- 花王バスマジックリン　壁の防カビプラス「壁もおそうじ」篇
- 桧家住宅
- YAMAHA電動自転車PAS
- POLA「call her name」篇
- KDDI「auhome」au HOMEのある暮らし
- LIFULL
- 東邦ガス
- スバルフォレスター
- マクドナルド ハッピーセット
- ミスタードーナツ
- セガ　ネイルプリ
- ＤＨＣ「Q10プレミアムカラートリートメント」
- POLA　callhername
- 野菜1日これ一本
- ハリーポッター同盟

ハートマーケット

### 携帯
- おは天キャスター 4期生 （ウェザーニューズ）

### モデル
- JAバンク　稲穂編
- リクルート 「suumo」
- ライスフォース
- ジョンソン＆ジョンソン「ベビーシャンプー」
- 森永コラーゲン
- 検見川浜レジデンス
- studio hinge
- 一条工務店
- 木下工務店
- 野村不動産「PROUD」
- サニクリーンリーモ
- マイナビウォーク
- 野村不動産　東雲キャナルマークス
- Cariru

### テレビ
- アサヒ緑健人生の切符（TOKYO MX）
- ファミリーマートCM「ファミチキ先輩」
- 「行列のできる法律相談所」（NTV）
- Mr. サンデー（CX）
- 「ソレダメ!」（CX）
- 「奇跡体験アンビリーバボー」（CX）
- 「爆報フライデー」（TBS）
- 「人生の切符（たびのきっぷ）」レポーター
- 「ウォッチン！みやぎ」宮城テレビ

### ナレーション
- 白百合女子大学学校紹介ＶＰ
- 宝島の地図エイト
- トヨタアムラックス

### MC
- 白百合祭メインＭＣ
- 全国専門学校サッカー選手権大会
- 証券新報社/パフォーマンスキャピタル/タイコム証券

### ラジオ
- タモリの週刊ダイナマイク（ニッポン放送）
- 天気予報・交通情報（調布FM）

### 雑誌
- 経済ルックマーケットマガジン 専属モデル・エッセイ

### 舞台
- 『ながれるもの』
- 『白い象のような山並み』（新宿文化センター）主演
- 『ドラキュラバー』

### 映画
- 『ＳＯＮＧS』友田真理 役 古谷峻兵監督
- 『うせもの』コバトンTHEムービー 福山功起監督

### WEB
- HONDA福祉車両
- ジョンソン・エンド・ジョンソンアキュビューディファイン「瞳の黄金比率コレクション」
- クリンビュー
- アース製薬
- マイナビ　ＷＥＢマガジン　「オトナノ」
- ＰＯＬＡ　callhername
- タイホーコーザイ
- ディズニーランド
- リクルート
- ＰＲＯＵＤ
- LION
- UberEATS
- Pasco
- マイナビウォーク